# Luminița Dinu-Huțupan
Luminița Dinu, née Luminița Huțupan le 6 novembre 1971 à Piatra Neamț, est une handballeuse roumaine, évoluant au poste de gardienne de but. Elle fait partie des meilleures joueuses de l'histoire du handball roumain et a été élue meilleure gardienne de but de tous les temps par un vote de fans en 2010,.

## Biographie
En 2000, elle rejoint le club slovène du RK Krim avec lequel elle remporte dès sa première saison sa première Ligue des champions. Lors de la saison 2001-2002, le RK Krim est éliminé lors des phases de poules et Luminița Dinu termine alors la saison au Kometal GP Skopje... qui remporte la compétition. De retour à Krim en 2002, elle remporte sa troisième Ligue des champions consécutive.

## Palmarès

### Club
Compétition internationales
- Vainqueur de la Ligue des champions (3) : 2001, 2002 et 2003
- Vainqueur de la Coupe des vainqueurs de coupe (1) : 2007.
- Vainqueur de la Supercoupe d'Europe (2) : 2004, 2007

Compétition nationales
- Vainqueur du Championnat de Roumanie (6) : 1999, 2000, 2007, 2008, 2009, 2012
- Vainqueur de la Coupe de Roumanie (2) : 1999, 2007
- Vainqueur du Championnat de Slovénie (6) : 2001, 2002, 2003, 2004, 2005, 2006
- Vainqueur de la Coupe de Slovénie (6) : 2001, 2002, 2003, 2004, 2005, 2006
- Vainqueur du Championnat de Macédoine (1) : 2002
- Vainqueur de la Coupe de Macédoine (1) : 2002

### Sélection nationale
Jeux olympiques
- 7e place aux Jeux olympiques de 2000
- 7e place aux Jeux olympiques de 2008

 Championnats du monde
- 4e place au Championnat du monde 1999
- 17e place au Championnat du monde 2001
- 10e place au Championnat du monde 2003
- Médaille d'argent au Championnat du monde 2005
- 4e place au Championnat du monde 2007

 Championnats d'Europe
- 4e place au Championnat d'Europe 2000
- 7e place au Championnat d'Europe 2002
- 7e place au Championnat d'Europe 2004
- 5e place au Championnat d'Europe 2008

### Distinction personnelle
- Élue meilleure gardienne de but de tous les temps par un vote de fans en 2010[2] avec 94 % des votes devant Cecilie Leganger ( Norvège, 4,03 %), Lene Rantala ( Danemark, 1,36 %) et Tatjana Dschandschgawa ( Russie, 0,84 %).
- Élue handballeuse roumaine de l'année : 2006, 2007, 2008
- Élue meilleure gardienne de but au championnat d'Europe 2000
- Élue meilleure gardienne de but au championnat du monde 2005